# Celenza Valfortore
Celenza Valfortore é uma comuna italiana da região da Puglia, província de Foggia, com cerca de 1.984 habitantes. Estende-se por uma área de 66 km², tendo uma densidade populacional de 30 hab/km². Faz fronteira com Carlantino, Casalnuovo Monterotaro, Gambatesa (CB), Macchia Valfortore (CB), Motta Montecorvino, Pietramontecorvino, San Marco la Catola, Tufara (CB), Volturara Appula.

## Demografia
| Variação demográfica do município entre 1861 e 2011                               |
|                                                                                   |
| Fonte: Istituto Nazionale di Statistica (ISTAT) - Elaboração gráfica da Wikipedia |